# Джаффри, Сакина
Саки́на Джа́ффри (англ. Sakina Jaffrey, род. 14 февраля 1962, Нью-Йорк) — американская актриса.

## Биография
Джаффри родилась в Нью-Йорке в семье индийцев — актёра Саида Джаффри и актрисы и писательницы о еде и путешествиях Мадхур Бахадур. У неё есть две старшие сестры, Зия (род. 1959) и Мира (род. 1960). Родители Сакины развелись, когда ей было три года, и она выросла вдали от отца, который переехал в Великобританию. Джаффри окончила колледж Вассар в 1984 году. В колледже она изучала севернокитайский язык и планировала стать переводчиком, до того как начать карьеру актрисы.
В 1991 году Джаффри появилась в фильме «Масала» со своим отцом, а в 1988 году снялась с матерью в фильме «Идеальное убийство». Среди её работ в кино выделяются фильмы «Индеец в шкафу» (1995), «Правда о Чарли» (2002) и «Модная мамочка» (2004).
Джаффри сыграла роль главы администрации президента США Линды Васкес в первых двух сезонах телесериала Netflix «Карточный домик». Она появилась в пяти сериях второго сезона телесериала Fox «Сонная Лощина» в роли нового шерифа Лины Рейес, а в 2016 году присоединилась к основному составу телесериала NBC «Вне времени» в роли агента Дениз Кристофер. 
Она также сыграла прокурора Дэвишу Махар в шестом и седьмом сезонах сериала «Миллиарды».
У Джаффри есть сын Кассиус Кумар Уилкинсон и дочь Джамила Уилкинсон.

## Награды и номинации
| Год  | Награда                        | Категория                                       | Работа            | Результат |
| ---- | ------------------------------ | ----------------------------------------------- | ----------------- | --------- |
| 2015 | Премия Гильдии киноактёров США | Лучший актёрский состав в драматическом сериале | «Карточный домик» | Номинация |